# Hummel (artillerie)
De Hummel (Hommel) was een stuk gemechaniseerde artillerie geplaatst op een chassis van een Geschützwagen III/IV, bewapend met een 150mm-houwitser. Hij werd in de Tweede Wereldoorlog vanaf eind 1942 tot het einde van de oorlog door de Duitse Wehrmacht gebruikt.
De complete naam was Panzerfeldhaubitze 18M auf Geschützwagen III/IV (Sf) Hummel, Sd.Kfz. 165. Op 27 februari 1944 gaf Adolf Hitler het bevel de naam Hummel te laten vallen omdat die ongepast was voor een gevechtsvoertuig.

## Ontwikkeling
De Hummel werd in 1942 ontworpen vanwege de behoefte aan mobiele artillerieondersteuning voor tanktroepen. Het gebrek hieraan werd voor het eerst opgemerkt tijdens Operatie Barbarossa. Er was al wat gemechaniseerde artillerie aanwezig op dat moment, maar het meeste was van weinig waarde.
De eerste optie was om een 105mm-leFH17-houwitser te plaatsen op een Panzerkampfwagen III chassis maar dit werd door het Heereswaffenamt afgewezen, ten faveure van dezelfde houwitser op een Panzerkampfwagen IV chassis. Er werd één prototype van dit ontwerp gebouwd.
Ook dit ontwerp werd op 25 juli 1942 afgewezen, dit keer voor een krachtigere oplossing: het plaatsen van een 150 mm sFH 18 L/30-houwitser op de speciaal ontworpen Geschützwagen III/IV, die delen van de PzKpfw III (rij- en stuursysteem) en PzKpfw-IV-chassis (ophanging en motor) combineerde. Hetzelfde chassis werd ook gebruikt voor de Nashorn tankjager. Het prototype werd in oktober 1942 aan Hitler gepresenteerd
De Hummel had een open licht bepantserd (10 mm) compartiment aan de achterkant van het voertuig waarin de houwitser en de bemanning zaten. De motor werd naar het midden verplaatst om hiervoor ruimte te maken. Bij latere exemplaren waren de ruimte voor de bestuurder en de opbouw licht gewijzigd om meer ruimte te bieden aan de seiner en bestuurder.

## Varianten
Omdat de standaard Hummel maar een beperkte hoeveelheid munitie mee kon nemen werd de Munitionsträger Hummel ("munitiedrager" Hummel) ontwikkeld. Dit was eigenlijk een gewone Hummel zonder houwitser, met rekken om munitie mee te nemen. Op het gat voor de houwitser werd een 10mm-pantserplaat geplaatst. Indien nodig kon de houwitser alsnog teruggeplaatst worden.
Aan het eind van de oorlog waren van de Hummel 714 stuks gebouwd: 368 in 1943; 289 in 1944 en 59 in 1945. Verder werden er 157 afgeleide munitievoertuigen gebouwd: 96 in 1943 en 61 in 1944.

## Operationele geschiedenis
De Hummel deed voor het eerst mee in een groot gevecht tijdens de Slag om Koersk, toen circa honderd Hummels ingezet werden. Ze deden dienst in de gepantserde artilleriebataljons of Panzerartillerie-Abteilungen van de pantserdivisies, waarin ze de zware gemechaniseerde artilleriebatterij vormden, elk met zes Hummel en twee munitievoertuigen. Later kregen sommige pantserdivisies twee zware batterijen er bij.
Een klein aantal Hummels belandde na de oorlog in Egypte, dat de voertuigen in de Arabisch-Israëlische Oorlog van 1948 inzette tegen Israël.